# Calle de los Dolores (Sagunto)
La calle de los Dolores es una vía pública de la ciudad española de Sagunto.

## Descripción
La vía, que ostenta el título actual desde comienzos del siglo XX, se llamó antes «calle de Cucaló». Discurre desde la del Castillo hasta la de Verónica. Aparece descrita en el Nomenclator de las calles, plazas y puertas antiguas y modernas de la ciudad de Sagunto (1901) de Antonio Chabret y Fraga con las siguientes palabras:

Dolores (calle de los). Empieza en la calle del Castillo y termina en la Vieja del Castillo. Antiguamente se llamaba de Cucaló, como se ve en su lugar correspondiente. La denominación actual es de principios del siglo, en cuya época el habitante de esta calle núm. 5, construyó un retablo en la fachada de su casa con la imagen de la Virgen de los Dolores sobre lienzo. En 1860, D.ª Teresa Flors, vecina de esta ciudad, construyó á expensas una ermita dedicada á la misma advocación, que está en dicha calle junto á la casa núm. 16. Todavía se llama la Placeta al extremo de esta calle que linda con la calle Vieja del Castillo.
(Chabret y Fraga, 1901b, p. 52)